# Tênis nos Jogos Pan-Americanos de 1951
A competição do tênis nos Jogos Pan-americanos de 1951 aconteceram em Buenos Aires, Argentina.

## Medalhistas
Masculino
| Evento           | Ouro                                      | Prata                                | Bronze                                    |
| ---------------- | ----------------------------------------- | ------------------------------------ | ----------------------------------------- |
| Simples detalhes | Enrique Morea ARG Argentina               | Alejo Russell ARG Argentina          | Gustavo Palafox MEX México                |
| Duplas detalhes  | Enrique Morea Alejo Russell ARG Argentina | Carlos Sanhueza Luis Ayala CHL Chile | Gustavo Palafox Anselmo Puente MEX México |

Feminino
| Evento           | Ouro                                              | Prata                                | Bronze                                 |
| ---------------- | ------------------------------------------------- | ------------------------------------ | -------------------------------------- |
| Simples detalhes | Mary Terán de Weiss ARG Argentina                 | Felisa Piedrola ARG Argentina        | Imelda Ramírez MEX México              |
| Duplas detalhes  | Mary Terán de Weiss Felisa Piedrola ARG Argentina | Imelda Ramírez Hilda Heyn MEX México | Helena Stark Sylvia Villari BRA Brasil |

Misto
| Evento          | Ouro                                      | Prata                                       | Bronze                                          |
| --------------- | ----------------------------------------- | ------------------------------------------- | ----------------------------------------------- |
| Duplas detalhes | Imelda Ramírez Gustavo Palafox MEX México | Felisa Piedrola Enrique Morea ARG Argentina | Mary Terán de Weiss Alejo Russell ARG Argentina |

## Quadro de medalhas
| Ordem | País          | Medalha de ouro | Medalha de prata | Medalha de bronze |    |
| ----- | ------------- | --------------- | ---------------- | ----------------- | -- |
| 1     | ARG Argentina | 4               | 3                | 1                 | 8  |
| 2     | MEX México    | 1               | 1                | 3                 | 5  |
| 3     | CHI Chile     |                 | 1                |                   | 1  |
| 4     | BRA Brasil    |                 |                  | 1                 | 1  |
| TOTAL | TOTAL         | 5               | 5                | 5                 | 15 |